# Pericnemis bonita
Pericnemis bonita – gatunek ważki z rodziny łątkowatych (Coenagrionidae). Endemit filipińskiej wyspy Luzon.